# مهماندوست (ميانة)
مهماندوست هي قرية في مقاطعة ميانة، إيران. يقدر عدد سكانها بـ 290 نسمة بحسب إحصاء 2016.